# Тодор Дукин
Тодор Дукин (Стари Бечеј, 13. фебруар 1914 — Београд, 4. април 1942) био је столарски радник и учесник Народноослободилачке борбе.

## Биографија
Рођен је 13. фебруара 1914. године у Старом Бечеју. Потицао је из земљорадничке породице. Био је најстарије дете Светозара и Емилије Дукин, рођене Крачунов. Када је био у шестом разреду основне школе умрла му је мајка, па је по очевој жељи, напустио школовање и прешао на изучавање столарског заната.
Године 1930. постао је столарски калфа и тада је почео да ради у Новом Саду, Сремским Карловцима, Ђурђеву и Београду. Током учења заната, наставио је да се самоиницијативно образује читајући књиге и разну литературу. Убрзо по доласку у Београд, отишао је на одслужење војног рока.
После повратка из војске, 1933. године почео је да ради у Београду. Пошто је био доста образованији, од осталих радника са којима је радио, брзо је схватио незавидан положај радничке класе, па се придружио синдикату дрводељских радника. Често је навраћао у Раднички дом, на Славији, где је почео да чита марксиситичку литературу и да се упознаје са комунистима.
Године 1935. и 1936. учествовао је у штрајковима дрводељских радника. Пошто је током ових штрајкова исказао своје организаторске способности, био је изабран за једног од вођа синдикалне подружнице „Ђерам“. Активно је радио и у спортском клубу „Соко“, а 1937. године је прешао у синдикалну подружницу „Дорћол“. Ту је најпре био изабран за члана пододбора, а потом за председника Подружнице.
Као већ познати раднички трибун, 1938. године је био примљен у чланство илегалне Комунистичке партије Југославије (КПЈ). Иако је због борбе за радничка права, често остајао без посла, настављао је свој револуционарни рад. Пошто није био компромитован код полиције, као члан КПЈ, могао је легално да делује у радничким и синдикалним организацијама. Године 1939. је био изабран за секретара синдикалне подружнице дрводељских радника Београда. Исте године постао је члана једног од Рејонских комитета КПЈ у Београду. Учествовао је и у познатим антифашистичким демонстрацијама 14. децембра 1939. године.
После окупације Југославије, 1941. године, Дукин је остао у окупираном Београду и као секретар секретар једне партијске ћелије на Смедеревском ђерму, активно је радио на припреми оружаног отпора окупатору. Иако полиција није имала податке да је Дукин члан КПЈ, одлучила је да га као познатог радничког борца ухапси, у масовним хапшењима комуниста и њихових симпатизера, након 22. јуна. Ово хапшење Дукин је избегао, јер је још раније прешао у илегалу.
У току лета 1941. године, заједно са другом Христивојем Петровићем, у блзини Булевара краља Александра, наишао је на агенте Специјалне полиције. Пошто су га препознали, одмах су отворили ватру. Иако рањени, Дукин и Петровић су успели да побегну и сакрију се у стан Живке и Ивана Крмпотића, у Церској улици. Након велике полицијске провале у партијску организацију Београда, после хапшења и издаје Ратка Митровића Шиље, током септембра и октобра 1941. године, страдало је готово читаво руководство Месног комитета КПЈ за Београд — Вукица Митровић, Милош Матијевић Мрша, Давид Пајић и Ђуро Стругар.
Одлуком Покрајинског комитета КПЈ за Србију, почетком октобра је формиран привремени Месни комитет КПЈ за Београд на чије је чело постављен Тодор Дукин. Убрзо по формирању овог комитета, он је прерастао у Окружни комитет за Београд и добио задатак да поред руковођења месним партијским организацијама, руководи и организацијама у ближој и даљој околини Београда. Један од најближих Тодорових сарадника, у овом периоду је био члан овог комитета Мија Ковачевић.
Ово је био период веома тешког илегалног рада. Дукин је био веома обазрив, па је своје састанке заказивао на разним местима – на гробљу, у парковима, као и у сигурним становима истакнутих уметника - сликара Јована Бијелића и Стевана Боднарова. Упркос обазривости, почетком марта 1942. године уследила је нова велика полицијска провала у београдску партијску организацију тзв. Мартовска провала током које је ухапшено око 200 чланова КПЈ, чланова и симпатизера Народноослободилачког покрета (НОП). У оквир ове опсежне полицијске акција, била је ухапшена и Јелена Ћетковић, секретар Месног комитета КПЈ за Београд.
Међу великим бројем ухапшених, био је и омладинац Бранко Мишковић звани Блихер, члан Месног комитета СКОЈ-а за Београд. Услед полицијске психо-физичке тортуре, он је почео да сарађује са полицијом и одлучио је да агентима Специјалне полиције открије Тодора Дукина, секретара Окружног комитета КПЈ за Београд. У рано јутро, 4. априла 1942. године полиција је блокирала Шуматовачку улицу, а агенти Специјалне полиције су седели у камиону, паркираном испред куће број 10, у којој је становао Дукин.
Тодор Дукин је тог јутра имао састанак са члановима Окружног комитета и приликом повратка кући, упао је полицијску заседу. Када се примакао улазу број 10, ухапшени омладинац Блихер, који се у камиону налазио са агентима Специјалне полиције, повикао је агентима да је то Дукин, на шта су агенти покушали да га ухапсе. Дукин им је пружио отпор и у размени ватре страдао. Код себе је тада имао лажне исправе на име Николе Д. Поповића.
Био је ожењен Елизабетом Вихтро, која је такође учествовала у Народноослободилачком рату.
Његови посмртни остаци су после рата пренети и сахрањени у Алеју стрељаних родољуба на Новом гробљу у Београду.
У знак сећања на њега, једна улица у Београду, на Вождовцу носи његово име, а у родном Бечеју му је 1957. постављен споменик, рад вајара Радивоја Суботичког. Његово име је од 1956. до 1983. носила гимназија у Бечеју. Једна фабрика столарије у Београду се звала по њему.